# Єврокалькулятор

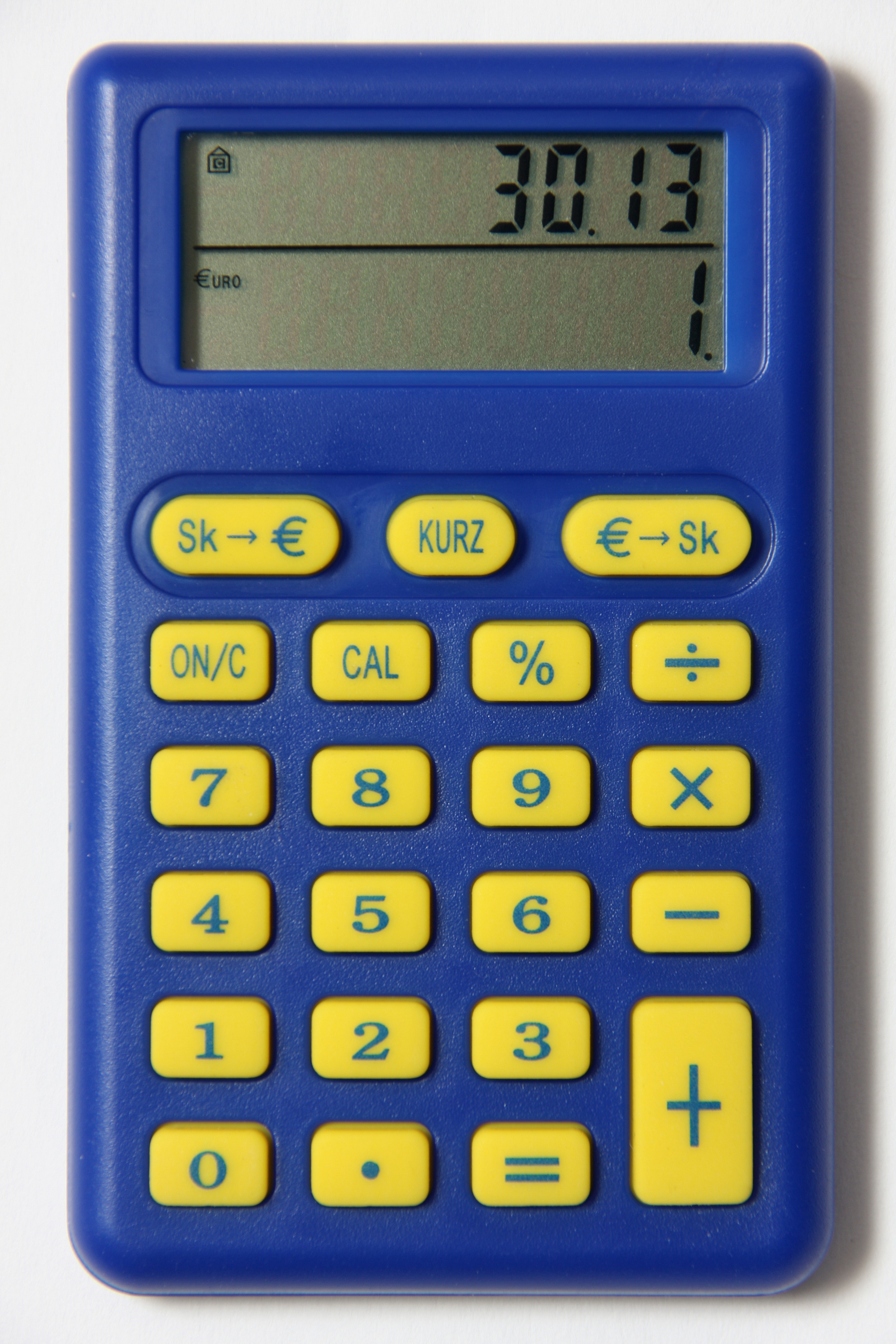
Словацький єврокалькулятор

Єврокалькуля́тор — популярний тип калькулятора в країнах Європейського Союзу, що затвердили євро як свою офіційну валюту. Він працює як звичайний калькулятор, але також містить особливу функцію, що дозволяє конвертувати суми з попередньої валюти (наприклад, іспанської песети) у євро та навпаки. Використання подібних пристроїв стало дуже популярним серед населення та торговців країн Єврозони, особливо протягом перших місяців після впровадження євро.
Оскільки єврокалькуляторів було виготовлено досить багато, їх можна побачити і за межами Єврозони, зокрема у аеропортах та на залізничних вокзалах, де працівники пунктів обміну валют користуються ними; крім того, пристрої мають поширення й поза межами обмінних пунктів у тих країнах, де кількість євро в готівковому обігу доволі суттєва.
Існують також застосунки для пристроїв на базі Android, що виконують ідентичні функції.